# Entomobrya mineola
Entomobrya mineola är en urinsektsart som beskrevs av James P. Folsom 1924. Entomobrya mineola ingår i släktet Entomobrya och familjen brokhoppstjärtar. Inga underarter finns listade i Catalogue of Life.